# Hippiochaetes chrysaspis
Hippiochaetes chrysaspis är en fjärilsart som beskrevs av Edward Meyrick 1880. Hippiochaetes chrysaspis ingår i släktet Hippiochaetes och familjen äkta malar. Inga underarter finns listade i Catalogue of Life.